# Grzegorz Łysiak
Grzegorz Paweł Łysiak (ur. 15 maja 1961 w Poznaniu) – polski naukowiec, sadownik, pomolog, profesor nauk rolniczych i ogrodniczych, pracownik Uniwersytetu Przyrodniczego w Poznaniu. Autor licznych prac naukowych, popularnych, książek i rozdziałów w książkach poruszających tematykę uprawy, przechowywania i przetwarzania owoców roślin sadowniczych, wikipedysta.

## Życiorys
Grzegorz Paweł Łysiak urodził się 15 maja 1961 roku w Poznaniu jako syn Stanisława i Marii z domu Miodowicz. W roku 1981 roku ukończył XI Liceum Ogólnokształcące im. Jadwigi i Wacława Zembrzuskich w Poznaniu i rozpoczął naukę w dwuletnim Policealnym Studium Ogrodniczym, gdzie uzyskał tytuł technika ogrodnictwa. Następnie rozpoczął naukę na Akademii Rolniczej w Poznaniu na Wydziale Ogrodnictwa i uzyskał tytuł magistra inżyniera 20 września 1988 roku, broniąc pracę magisterską dotyczącą ochrony brzoskwiń, napisaną pod opieką profesor Bożeny Radajewskiej. W tym samym roku został zatrudniony przez profesora Tadeusza Hołubowicza w Katedrze Sadownictwa tejże uczelni. W lutym 1997 roku uzyskał stopień doktora nauk rolniczych, broniąc rozprawy doktorskiej dotyczącej tematyki nawożenia i przechowywania jabłek odmiany Cortland. W maju 2016 uzyskał stopień doktora habilitowanego, nadanego na Wydziale Biotechnologii i Ogrodnictwa Uniwersytetu Rolniczego im. Hugona Kołłątaja w Krakowie, a dwa lata później uzyskał stanowisko profesora Uniwersytetu Przyrodniczego w Poznaniu. W 2024 roku dekretem prezydenta RP uzyskał tytuł profesora. W katedrze Sadownictwa pracował od początku zatrudnienia aż do 2015 roku, kiedy w wyniku dwukrotnych przekształceń katedra została połączona z innymi jednostkami Wydziału Ogrodnictwa i Architektury Krajobrazu; pełnił w niej kolejno funkcje asystenta, adiunkta i kierownika.

## Działalność naukowa i organizacyjna
Profesor Grzegorz Łysiak jest autorem wielu prac naukowych związanych z uprawą i przechowalnictwem owoców. Początkowo zajmował się wpływem różnych czynników na przechowalnictwo jabłoni, grusz oraz śliw. W latach 2001–2003 w wyniku współpracy z Uniwersytetem Georgii odbył staż naukowy połączony z realizacją badań zleconych przez amerykańskie Stowarzyszenie Producentów Brzoskwiń oraz UGA, mający za zadanie ulepszenie technologii przechowywania brzoskwiń. Oprócz tego był także na stażach w Holandii, Francji, Hiszpanii i Włoszech. Wielokrotnie współpracował i współpracuje z wieloma ośrodkami zagranicznymi i polskimi. 
Opracował nowatorskie metody wyznaczania terminu zbioru. Opracował modele matematyczne bazujące na ciągłym pomiarze temperatury. Współpracując z instytucjami krajowymi i zagranicznym prowadzi badania dotyczące zawartości związków biologicznie czynnych owocach roślin sadowniczych. Prowadzi badania dotyczące wpływu klimatu na jakość owoców i ich zdolność przechowalniczą a także przydatność do przetwórstwa. Jest autorem i współautorem ponad 220 publikacji nie tylko z sadownictwa i przechowalnictwa ale także z przetwórstwa owoców, czy też omawiających wpływ konsumpcji bogatych w substancje biologicznie czynne owoców, innych części roślin sadowniczych oraz kwiatów jadalnych a zdrowie człowieka.
Jest redaktorem naczelnym Folia Horticulturae, członkiem rad programowych innych czasopism naukowych, członkiem licznych towarzystw, między innymi Polskiego Towarzystwa Nauk Ogrodniczych i Polskiego Towarzystwa Botanicznego. Od 2021 roku jest członkiem Rady Naukowej Instytutu Ogrodnictwa w Skierniewicach, jako nominowany przez Ministra Rolnictwa i Rozwoju Wsi.